# Ladies Open Lausanne 2019
Il Ladies Open Lausanne 2019 è stato un torneo di tennis giocato sulla terra rossa. È stata la 27ª edizione del torneo, che fa parte della categoria WTA International nell'ambito del WTA Tour 2019. Si è giocato nel Tennis Club Stade Lausanne di Losanna, in Svizzera, dopo essere stato disputato a Gstaad negli ultimi tre anni, dal 15 al 21 luglio 2019.

## Partecipanti

### Teste di serie
| Giocatrice | Nazionalità        | Ranking* | Testa di serie |
| ---------- | ------------------ | -------- | -------------- |
| Germania   | Julia Görges       | 17       | 1              |
| Francia    | Caroline Garcia    | 23       | 2              |
| Francia    | Alizé Cornet       | 51       | 3              |
| Romania    | Mihaela Buzărnescu | 53       | 4              |
| Germania   | Tatjana Maria      | 65       | 5              |
| Ucraina    | Kateryna Kozlova   | 66       | 6              |
| Australia  | Daria Gavrilova    | 74       | 7              |
| Canada     | Eugenie Bouchard   | 79       | 8              |

* Ranking al 1 luglio 2019.

### Altre partecipanti
Le seguenti giocatrici hanno ricevuto una wild card per il tabellone principale:
- Ylena In-Albon
- Tess Sugnaux
- Simona Waltert

Le seguenti giocatrici sono passate dalle qualificazioni:

- Giulia Gatto-Monticone
- Varvara Gračëva
- Barbara Haas
- Allie Kiick
- Jasmine Paolini
- Anastasija Potapova

Le seguenti giocatrici sono entrate in tabellone come lucky loser:
- Han Xinyun
- Kristína Kučová

### Ritiri
Prima del torneo
- Ekaterina Aleksandrova → sostituita da  Natal'ja Vichljanceva
- Kateryna Kozlova → sostituita da  Han Xinyun
- Mandy Minella → sostituita da  Kristína Kučová
- Karolína Muchová → sostituita da  Martina Trevisan
- Evgenija Rodina → sostituita da  Mandy Minella
- Lesja Curenko → sostituita da  Conny Perrin
- Zhang Shuai → sostituita da  Antonia Lottner

Durante il torneo
- Julia Görges

## Punti
| Evento    | V   | F   | SF  | QF | 2T   | 1T | Q    | Q2   | Q1   |
| Singolare | 280 | 180 | 110 | 60 | 30   | 1  | 18   | 12   | 1    |
| Doppio    | 280 | 180 | 110 | 60 | N.D. | 1  | N.D. | N.D. | N.D. |

## Montepremi
| Evento    | V       | F       | SF      | QF     | 2T     | 1T     | Q    | Q2     | Q1   |
| Singolare | €43,000 | €21,400 | €11,500 | €6,175 | €3,400 | €2,100 | €0   | €1,020 | €600 |
| Doppio    | €12,300 | €6,400  | €3,435  | €1,820 | N.D.   | €960   | N.D. | N.D.   | N.D. |

## Campionesse

### Singolare
Fiona Ferro ha sconfitto in finale  Alizé Cornet con il punteggio di 6–1, 2–6, 6–1.
- È il primo titolo in carriera per Ferro.

### Doppio
Anastasija Potapova /  Jana Sizikova hanno sconfitto in finale  Monique Adamczak /  Han Xinyun con il punteggio di 6–2, 6–4.